# Nicolasa Machaca
Nicolasa Machaca Alejandro (Poopó, Oruro, 1952) es una dirigente sindical boliviana y técnica en salud. Indígena quechua y campesina aprendió a leer y fue promotora de lectura. Impulsó clubes de madres para capacitar a las mujeres. Unificó los esfuerzos de organizaciones de ayuda a las comunidades. En 1980, fue fundadora de la Federación de Mujeres sindicalistas Bartolina Sisa.  A finales de 1980, fue encarcelada y torturada por su activismo social y debió huir del país. Tras una estancia en Cuba, regresó a Bolivia, y en 1985 se inscribió en el Instituto Politécnico Tomás Katary donde se graduó como técnica en salud. En 2005, fue una de las mil mujeres de 150 países nominadas al Premio Nobel de la Paz.

## Biografía
Nació en el seno de una familia de agricultores y desde niña fue discriminada por ser mujer. Pastoreó ovejas y vacas, cultivó papas y habas. Y luchó para aprender a leer y escribir. A los 10 años su padre Camilo le alentó para asistir a la escuela de Poopó pero era la más grande de la clase y provocaba el centro de las burlas, contó Nicolasa, por ello no volvió.
Tuvo otra oportunidad En 1968 y mientras Domitila Chungara denunciaba ante el mundo la Masacre de San Juan, Nicolasa ejercía su primer acto de rebeldía: aprender a leer y a escribir. En Kurawara, una comunidad del ayllu Catamarca (Oruro), había hombres que no veían con buenos ojos que una imilla participara en sus reuniones representando a su padre, y que fuera la líder designada para los cursos de alfabetización. Sin embargo, las mujeres la animaron. 
A los 15 años participó en una reunión del Club de las Madres. Todavía no era madre pero allí la enseñaron a leer. Era 1970. Un año después se convirtió en la presidenta del club.
Comenzó a tomar más talleres, conoció a líderes de la provincia y en 1974, fue la delegada de su ayllu en el Congreso de Mujeres Campesinas en Condurire (Oruro). 
En 1977, Nicolasa dejó Kurawara y se instaló en Oruro. Había sido elegida como dirigente máxima de las mujeres de su provincia y tal responsabilidad demandaba su traslado a la capital minera con el objetivo de visitar comunidades y capacitar mujeres.  Las organizaciones campesinas de Oruro crecieron hasta sumar 300 y en ellas ofrecía talleres de liderazgo, participación y producción. Su prestigio creció hasta que la designaron líder de todo el departamento.
Como promotora de artesanía viajó por todo el país y conoció la existencia de los sindicatos preguntándose por la falta de mujeres en ellos. Su pregunta dio origen a la Federación de Sindicatos de Trabajadoras de Oruro.
A finales de 1980 era considerada una amenaza por el régimen de Luis García Meza Tejada y una noche, a finales de 1980, mientras celebraba una reunión en la central orureña, los militares irrumpieron, la golpearon y la trasladaron al cuartel de Oruro.
Tras dos meses de encierro, interrogatorios y torturas a principios de 1991 el cuerpo de Nicolasa fue tirado sobre la chata de un camión y trasladado hasta un punto de la provincia Santistevan (Santa Cruz). Ahí la dejaron y allí subió a otro camión que la llevó hasta La Paz. Se refugió en la casa de una compañera de lucha, que le consiguió un médico y la ayudaron a salir del país. Vía Lima llegó hasta La Habana donde fue trasladada al hospital y logró salvar las piernas.
Permaneció un año y medio en Cuba “Me aboqué a aprender qué era la política, la economía y qué era eso de lo que hablaban tanto: el capitalismo y marxismo-leninismo”, explicó posteriormente Nicolasa.
Finalmente retornó a Bolivia y se refugió en el trabajo. Durante año y medio se dedicó a organizar a las mujeres de su comunidad para pasar de la institución sindical a la productiva. En 1984 volvió a dejar su aillu y partió hacia siglo XX, para trabajar en la radio Pío XII. En 1985, se inscribió en el Instituto Politécnico Tomás Katary y se graduó como técnica en salud.  En 1988 dirigía proyectos en el mismo instituto y comandaba a un grupo de médicos, enfermeras y agrónomos que brindaban servicios a más de 30 comunidades del norte potosino.
Fundadora de la Federación de Mujeres Campesinas Bartolina Sisa, nunca abandonó la lucha sindical, pero la complementó con servicio social.
En 2011 fue la primera presidenta de la Organización Social de Mujeres Quechuas "Juana Azurduy" para capacitar a las mujeres de diez barrios periubanos de Sucre en organización, salud, educación, capacitación técnica en tejido a mano de ropa, bisutería, chompas y mandiles para los escolares.

## Vida personal
En 1991 se casó con Benjamín Cuéllar. Conoció a su compañero mientras dirigía a un grupo sanitario que brindaban servicio a las comunidades del norte potosino.  Tres años más tarde se fueron a vivir a Sucre donde criaron a sus tres hijos: Rosa, Ernesto y Carmen Julia.